# Chém đầu
Chém đầu hay chặt đầu là sự tách đứt đầu ra khỏi cơ thể, trong hình phạt tử hình bằng hình thức chém đầu còn được gọi là xử trảm. Chặt đầu thường đề cập đến hành vi có chủ ý, ví dụ, như là một phương tiện giết người hoặc tử hình, nó có thể được thực hiện bằng đao, rìu, kiếm, dao hoặc bằng các phương tiện tinh vi hơn ví dụ như một máy chém. Trong lịch sử, sau khi xử trảm đôi khi còn kèm theo hình thức đem đầu treo ở chốn đông đúc để mọi người nhìn thấy (bêu đầu thị chúng). Người thực hiện hành động xử trảm được gọi là đao phủ.
Chém đầu nhanh chóng gây tử vong cho con người và hầu hết các động vật khác vì não bộ sẽ chết trong vòng vài phút vì không có máu mang dưỡng khí lưu thông. Tuy nhiên, một số loài động vật và côn trùng (chẳng hạn như gián) có thể vẫn sống sau khi bị đứt đầu, nhưng sau đó lại chết vì đói. Việc cấy ghép đầu thông qua nối các mạch máu đã thành công ở động vật, tuy nhiên việc cấy ghép đầu người (để thành công hoàn chỉnh, cuộc cấy ghép phải nối được tủy sống, các cơ ở cổ và nhiều mô quan trọng khác) chưa được thực hiện thành công. Chặt đầu cũng có thể ám chỉ việc cắt đầu của một xác chết (để đem đầu thị chúng, hoặc khiến cho xác chết không thể nhận dạng hay để giữ lạnh xác chết,...).
Đôi khi việc loại khỏi vòng chiến người thủ lĩnh hoặc nhân tố lãnh đạo của một tổ chức cũng được miêu tả bằng từ "chặt đầu" hay các từ ngữ liên quan, ví dụ như "chiến lược chặt đầu" là chiến lược mà các đảng chính trị áp dụng nhằm huyền chức những thành viên cốt cán của các đảng địch thủ.

## Lịch sử áp dụng tại các quốc gia

### Châu Á

#### Trung Quốc

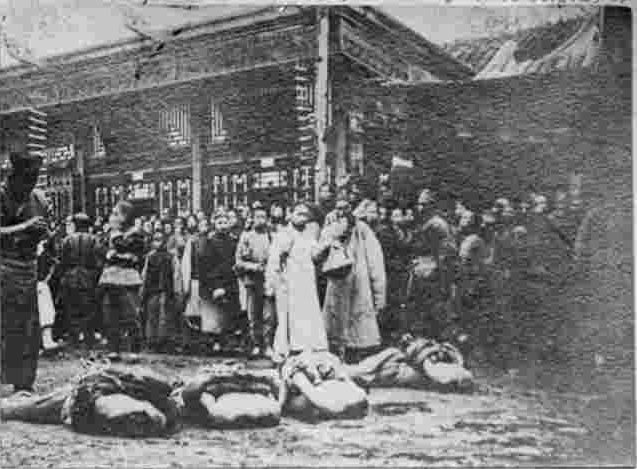
Các thi thể tướng lĩnh bị chém đầu, tại Bắc Kinh, Trung Quốc, 1905

Tại Trung Quốc, chặt đầu đã được coi là một trừng phạt nặng hơn thắt cổ, mặc dù thắt cổ gây ra đau đớn kéo dài hơn. Điều này là bởi vì truyền thống Nho giáo cho rằng thân thể là món quà quý báu từ cha mẹ, và do vậy bị chặt đầu (chết không toàn thây) là mang tội lớn đối với tổ tiên. Tuy nhiên Trung Quốc đã có những hình phạt khác nặng hơn, chẳng hạn như phanh thây. Ngoài ra, cũng có chém ngang lưng, đó là một phương pháp tử hình phổ biến trước khi bị bãi bỏ vào đầu triều đại nhà Thanh vì nó gây ra cái chết kéo dài. Trong một số câu chuyện, người ta không chết ngay lập tức sau khi bị chém đầu.

#### Ấn Độ
Sĩ quan người Anh John Masters ghi lại trong cuốn tự truyện của mình rằng những người Pathan ở Ấn Độ thuộc Anh trong cuộc chiến Anh-Afghanistan sẽ chặt đầu các binh sĩ đối phương bị bắt, chẳng hạn như những người lính Anh và Sikh.

#### Nhật Bản

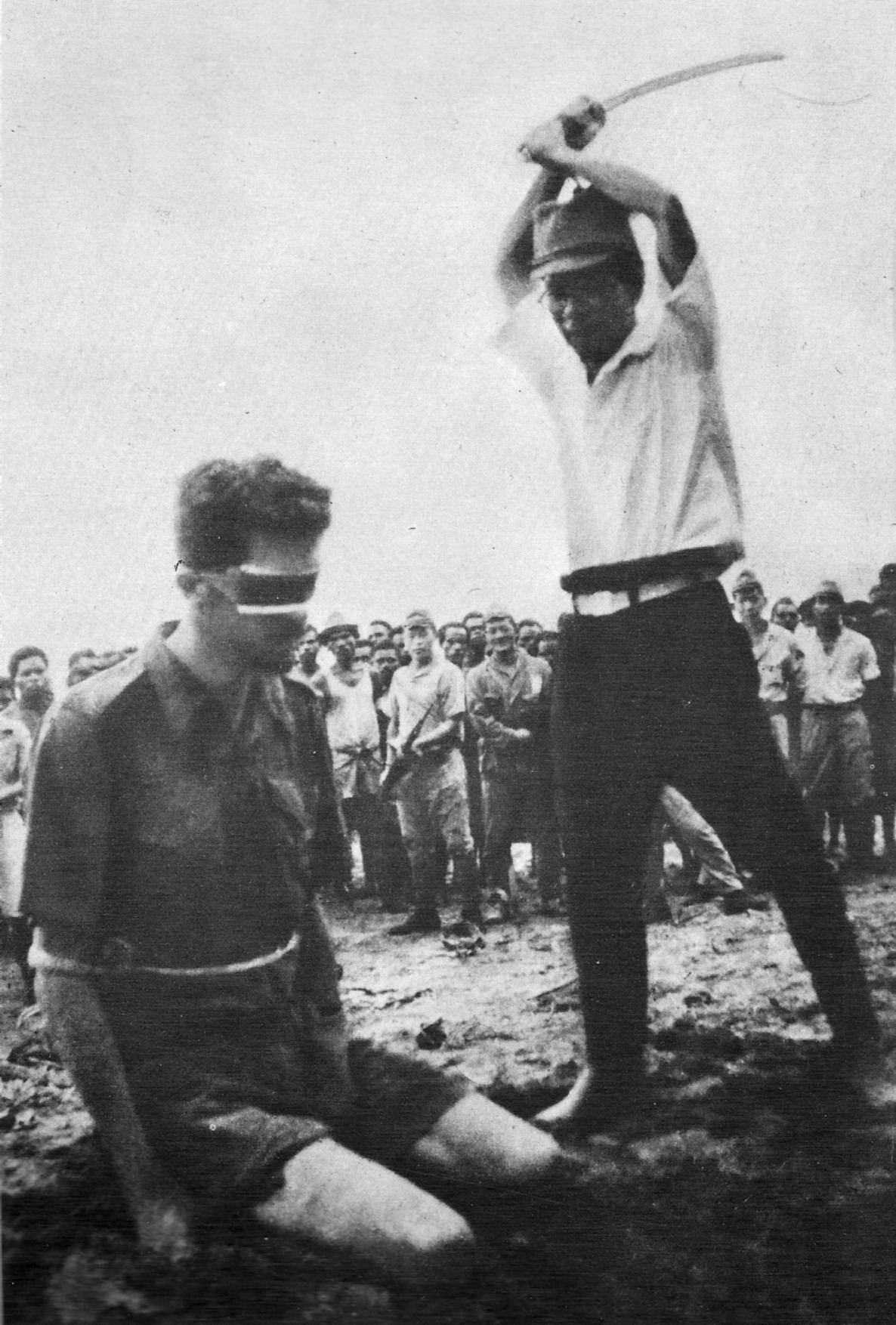
Một tù binh Úc bị bắt ở New Guinea, Sgt. Leonard Siffleet, sắp bị sĩ quan Nhật Yasuno Chika chém đầu với một thanh kiếm shin guntō, 1943.

Tại Nhật Bản, chặt đầu là một hình phạt phổ biến, đôi khi chỉ vì những vi phạm nhỏ. Samurai thường được cho phép chém đầu lính đào ngũ, vì việc đó được coi là hèn nhát. Chặt đầu đã được thực hiện như bước thứ hai trong seppuku (mổ bụng tự sát). Sau khi nạn nhân đã tự mổ phanh bụng, một chiến binh sẽ chặt đầu họ từ phía sau với một thanh kiếm katana giúp người tự sát chết nhanh hơn và giảm đau đớn. Nhát chém đã được dự kiến sẽ là đủ chính xác để giữ lại nguyên vẹn một dải da nhỏ ở phía trước cổ nhằm tránh gây khó xử cho những người chứng kiến phải thấy một cái đầu bị lăn đi, hoặc rơi về phía người xem; nếu chặt rơi đầu sẽ bị coi là không hay. Nhát kiếm sẽ được thực hiện khi người tự sát tỏ ra một chút đau đớn và khóc nhằm tránh tiếng xấu cho người đó và những người chứng kiến nghi lễ tự sát này. Do cần kỹ năng tốt, chỉ có những chiến binh đáng tin cậy nhất mới được giao trách nhiệm chặt đầu. Trong thời kỳ hậu Sengoku, việc chặt đầu được thực hiện ngay sau khi người mổ bụng tự sát rạch một vết thương nhỏ trên bụng họ.
Chặt đầu (không mổ bụng) được coi là một hình thức trừng phạt rất nghiêm trọng và hạ cấp. Một trong những vụ chặt đầu tàn bạo nhất là của Sugitani Zenjubō (ja:杉谷善住坊), người đã ám sát hụt Oda Nobunaga, một daimyo nổi bật năm 1570. Sau khi bị bắt, Zenjubō đã bị chôn sống trong lòng đất chừa đầu ra ngoài, và cái đầu đã bị chặt từ từ bằng cưa tre do những người qua đường cưa trong vài ngày (trừng phạt bằng cưa; nokogiribiki ja:鋸挽き). Những hình phạt khác thường này đã được bãi bỏ trong thời đại tiền Meiji. Cảnh khủng khiếp này được nhắc tới trong trang cuối cùng của tiểu thuyết "Shogun" của James Clavell.

#### Triều Tiên
Trong lịch sử, chặt đầu đã từng là phương pháp tử hình phổ biến nhất thực hiện tại Triều Tiên, cho đến khi nó được thay thế bằng cách treo cổ vào năm 1896. Đao phủ chuyên nghiệp được gọi là mangnani (망나니) và là tầng lớp công dân thấp nhất.

#### Thái Lan
Ở miền Nam Thái Lan, đã có ít nhất 15 trường hợp Phật tử đã bị chặt đầu vào năm 2005. Các quan chức Thái nghi ngờ những kẻ tấn công là một phần của lực lượng nổi dậy Hồi giáo Nam Thái Lan đang tìm cách tách riêng phần nam Thái Lan ra khỏi nước này.

#### Syria
Lực lượng Hồi giáo nổi dậy (thường là các nhóm IS) thường xuyên thực hiện chặt đầu con tin.

#### Việt Nam

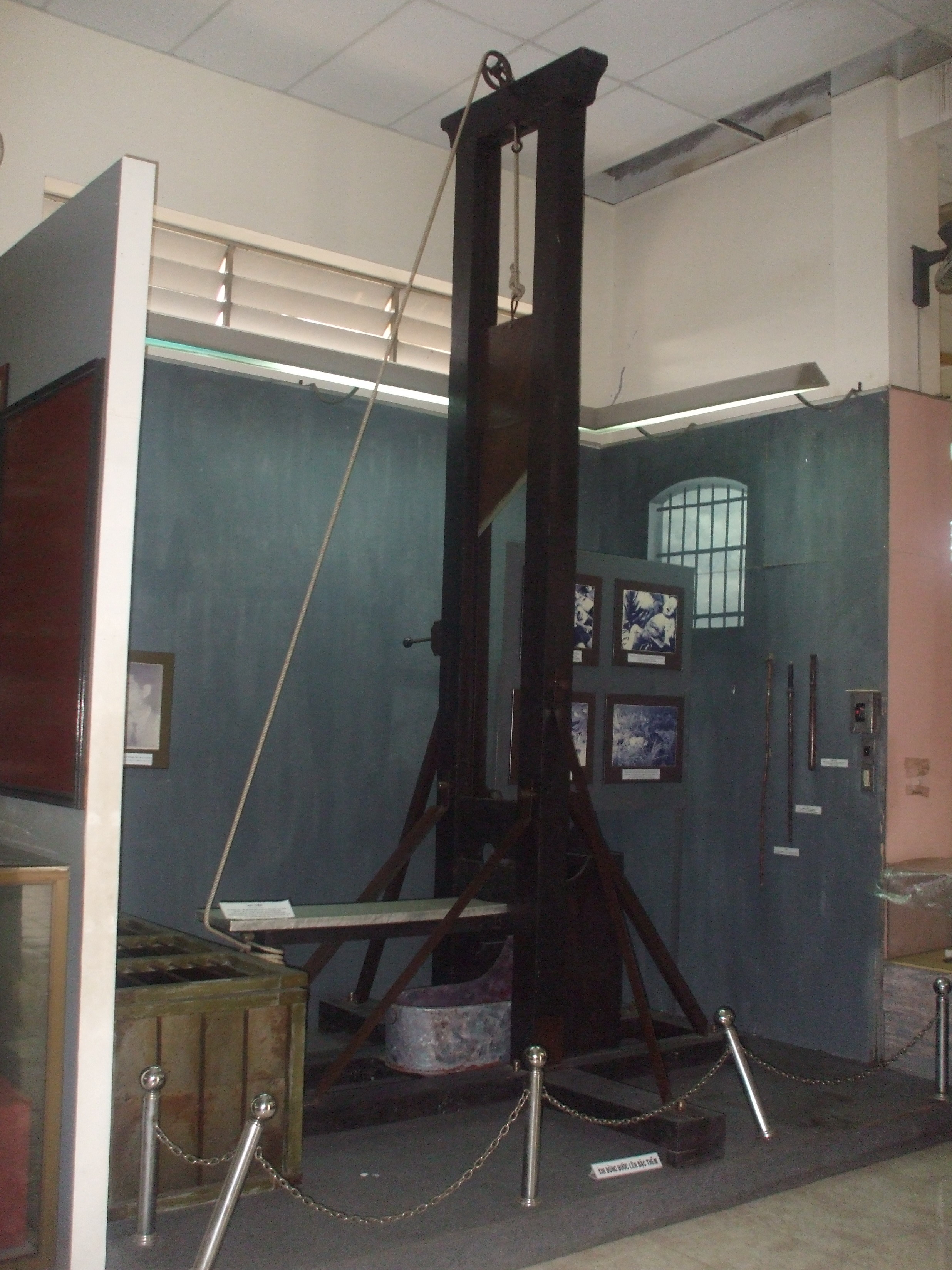
Máy chém dưới thời Ngô Đình Diệm
. Hiện máy đang được trưng bày tại Bảo tàng TP. Cần Thơ, Việt Nam. Theo John Guinane, chỉ tính từ 1957 tới 1959, đã có hơn 2.000 người bị Việt Nam Cộng hòa hành quyết với tội danh ủng hộ những người cộng sản, thường là bằng máy chém

Tại Việt Nam, hình thức xử tử bằng máy chém được thực hiện đến năm 1962 mới kết thúc.
Việc xử trảm ở nhiều địa phương Việt Nam những năm cuối triều đại phong kiến rất khác biệt. Như khu vực trấn Phước Long thuộc Nghĩa Bình, quy trình xử trảm diễn ra như sau: Pháp trường thường là bãi đất trống gần khu nghĩa địa, tại đây có cất một gian nhà nhỏ để cất bàn xử án, dụng cụ hành hình,...và nhốt 1-2 con ngựa. Khoảng 11h30 trưa (chính Ngọ), tử tội sẽ được đưa tới pháp trường, bắt quỳ giữa sân, tay trói ngược ra sau buộc vào một chiếc cọc ngắn. Phía thi hành án gồm một quan chấp pháp và vài lính hầu cùng 1 đao phủ. Bàn xử án sẽ được đem ra, đao phủ vào kho chuẩn bị thanh đao và thắng ngựa. Thường buổi xử trảm dân chúng hiếu kì đến xem rất đông, quây thành vòng tròn cách tử tội khoảng 10 mét. Đúng 12h trưa, Quan phủ hoàn thành đọc trát bố cáo tội và tuyên bố thi hành án, lúc này đao phủ sẽ cưỡi ngựa từ trong tàu ngựa chạy ra, một tay cầm thanh đao cán dài bốn tấc. Người này điều khiển ngựa chạy vòng tròn và dần áp sát tử tội, vừa chạy vừa múa thanh đao tạo âm thanh vun vút. Khi khoảng cách áp sát vừa tầm, đao phủ sẽ vụt đao từ sau cổ tử tội tới trước, chém bay đầu phạm nhân trong một nhát dứt khoát. Thủ cấp sẽ văng đi một khoảng vài mét. Quan trường tiến hành thắp hương khấn tế rồi tuyên bố kết thúc buổi thi hành án. Tùy tội phạm phải mà thân xác tử tội sẽ được giao ngay cho gia quyến tiến hành mai táng hoặc sẽ đem đầu bêu lên ngọn tre đầu trấn qua ba ngày mới trao trả lại.
Thời phong kiến, việc chém đầu được thực hiện bằng đao phủ cầm đao. Đến thế kỷ XIX, máy chém được thực dân Pháp đưa sang từ cuối thế kỷ XIX. Sau khi quân Pháp rút khỏi Việt Nam vào năm 1954, trại giam Hỏa Lò vẫn còn 4 chiếc được bỏ lại.
Khởi nghĩa Yên Bái chống thực dân Pháp thất bại. Ngày 8 tháng 5 năm 1930, xảy ra vụ hành hình bằng máy chém bốn nhân vật quan trọng của cuộc khởi nghĩa Yên Bái: Đặng Văn Tiệp, Đặng Văn Lương, Nguyễn Thanh Thuyết, Ngô Hải Hoằng. Đến ngày 17 tháng 6 năm 1930, thêm 13 người nữa lên đoạn đầu đài: Nguyễn Thái Học, Phó Đức Chính, Bùi Tư Toàn, Bùi Văn Chuân, Đào Văn Nhít, Nguyễn Như Liên, Nguyễn Văn An, Nguyễn Văn Tiềm, Ngô Văn Du, Hà Văn Lao, Đỗ Văn Tư, Nguyễn Văn Cửu, Nguyễn Văn Thịnh. Trước khi lên máy chém, nhà cách mạng Nguyễn Thái Học đã đọc hai câu thơ, trong đó có câu "Chết vì Tổ quốc chết vinh quang".
Việt Nam Cộng hòa thời Đệ Nhất Cộng hòa đã đề ra đạo luật 10/59, theo đó người bị kết tội là ủng hộ chủ nghĩa cộng sản sẽ bị hành quyết bằng cách chém đầu. Một máy chém như vậy được trưng bày ở Bảo tàng Chứng tích chiến tranh tại Thành phố Hồ Chí Minh. Theo một số nguồn, từ 1957 - 1959, đã có hơn 2.000 người bị Việt Nam Cộng hòa hành quyết với tội danh nổi loạn hoặc ủng hộ chủ nghĩa cộng sản, thường là bằng máy chém
Ba Cụt (1923-1956) là thủ lĩnh quân sự của giáo phái Hòa Hảo, ly khai lại chính quyền của Thủ tướng Ngô Đình Diệm và Quân đội Quốc gia Việt Nam vào những năm 1954-1956. Ông sau đó bị bắt sống và cũng bị xử tử bằng máy chém.
Trong chiến dịch "tố cộng - diệt cộng" theo đạo luật 10/59, chế độ Việt Nam Cộng hòa tổ chức công khai nhiều vụ xử chém trước dân chúng, đầu phạm nhân được đem bêu để cảnh cáo:
- Sách "The Vietnamese war: revolution and social change in the Mekong Delta" của sử gia Elliot có dẫn 2 trường hợp bị hành hình công khai bằng máy chém tại tỉnh Mỹ Tho: một là Bảy Châu ở chợ Mỹ Phước Tây và hai là một người tên là Tranh ở chợ Bến Tranh.
- Báo The Straits Times (Singapore) ngày 24 tháng 7 năm 1959 có bài viết tường thuật cảnh 1.000 người dân xem xử chém công khai ở Sài Gòn[21]
- Báo Buổi sáng (Sài Gòn) ngày 12-10-1959 có đăng ảnh máy chém kèm chú thích “Đây là chiếc máy chém (ảnh) đã chặt đầu tên Cộng sản Võ Song Nhơn, ngay lập tức sau khi tòa tuyên án”[22]. 3 ngày sau, Báo Buổi sáng (Sài Gòn) ngày 15-10-1959 có đăng tin: “Theo một phán quyết của phiên xử vắng mặt của Tòa án Quân sự Đặc biệt ngày 02 tháng 10, Nguyễn Văn Lép, tức Tư Út Lép, một Việt Cộng, đã bị tuyên án tử hình. Cách đây một tuần, Lép đã bị sa vào lưới của Cảnh sát trong một khu rừng ở Tây Ninh. Bản án tử hình đã được thi hành … Hiện đầu và gan của tên tử tù đã được Hội đồng xã Hào Đước cho đem bêu trước dân chúng”[23].
- Tờ "Công báo" phát hành tại Sài Gòn ngày 23-5-1962 thông báo việc xử bằng máy chém diễn công khai bằng hàng tít cỡ lớn: "4 ÁN TỬ HÌNH - 1 giáo sư, 1 học sinh, 1 cựu binh nhì và 1 vô nghề nghiệp sẽ bị đoạn đầu bằng máy chém."[24].

Sau này, Robert McNamara - cựu Bộ trưởng Quốc phòng Mỹ ghi trong Hồi ký "Nhìn lại quá khứ-Tấn thảm kịch và những bài học về Việt Nam" như sau: "Ngày 6-5-1959, Diệm đã ký Luật 10/59. Mỉa mai là ông ta quay trở lại với cách của các ông chủ thuộc địa người Pháp từng thực thi, mở đầu kỷ nguyên của những cái chết bằng cách chặt đầu. Đám tay chân của Diệm đi đến các vùng nông thôn với những chiếc máy chém cơ động và chương trình truy lùng những người cộng sản." Trong một cuốn sách khác, McNamara tả lại một vụ chặt đầu của Việt Nam Cộng hòa mà ông chứng kiến:
Chính quyền Diệm đã có nhiều vụ hành quyết. Rất nhiều người ở phương Tây phủ nhận điều đó đã xảy ra, nhưng Diệm không hề che giấu điều đó. Họ đã tiến hành công khai các vụ hành quyết và có những bức ảnh trong các bài báo chụp những chiếc đầu người bị cắt rời bởi một máy chém... Vào năm 1959, tôi đã đi thăm các tiền đồn của quân đội, nơi mà họ (quân đội của Ngô Đình Diệm) đã chặt đầu những người mà họ cho là Cộng sản. Họ treo những chiếc đầu người vào ngay trước cổng tiền đồn của họ, đôi khi với hai điếu thuốc lá cắm lên mũi. Họ thậm chí còn mời mọi người chụp ảnh điều đó. Những binh lính đó rất tự hào về hành động của bản thân.
Theo sử gia John Guinane, chỉ tính từ 1957 tới 1959, đã có hơn 2.000 người bị Việt Nam Cộng hòa hành quyết với tội danh ủng hộ những người cộng sản, thường là bằng máy chém
Ông Hoàng Lê Kha, Tỉnh ủy viên Đảng bộ Tây Ninh. bị hành quyết bằng máy chém vào ngày 12 tháng 3 năm 1960 theo đạo luật 10/59. Một số thông tin trên blog, mạng xã hội... cho rằng ông là người duy nhất bị chế độ Việt Nam Cộng Hòa xử tử bằng máy chém, nhưng thực ra ông Kha chỉ là một trong hàng ngàn người bị chế độ Việt Nam Cộng Hòa chặt đầu trong thời kỳ này (ở trên đã có dẫn chứng về các vụ chém đầu khác được đăng báo công khai, cũng như số liệu người bị chém đầu của sử gia nước ngoài).
Ngoài ra, có nguồn cho rằng ông Hoàng Lê Kha là người Việt Nam cuối cùng bị hành quyết bằng máy chém, về sau chế độ Việt Nam Cộng hòa không còn sử dụng công cụ tử hình này nữa. Tuy nhiên, căn cứ theo các bài báo xuất bản ở Sài Gòn trong thời kỳ đó thì sau vụ chém đầu ông Hoàng Lê Kha, tòa án Việt Nam Cộng hòa vẫn tiếp tục sử dụng máy chém cho tới ít nhất là giữa năm 1962.

### Châu Âu
Ở châu Âu thời Trung cổ, hình phạt chém đầu diễn ra khá phổ biến. Phạm nhân thường bị chém đầu bằng kiếm cỡ lớn hoặc bằng rìu.
Ở Anh vào thời vương triều Tudor, đã diễn ra nhiều vụ xử tử bằng cách chém đầu vì một số tội như: mưu phản, loạn luân, ngoại tình, phản quốc, tiếm quyền, giết hại người cùng dòng họ, nổi tiếng trong số đó là,  Anne Boleyn , Catherine Howard vợ thứ hai và năm của vua Henry VIII, Jane Grey, Mary Stuart nữ vương của Scotland, Chân phước Margaret Plantagenet, Nữ Bá tước xứ Salisbury tông nữ cuối cùng của nhà Plantagenet
Máy chém được người Ý dùng đầu tiên. Được dùng ở Pháp từ năm 1789, sau khi Joseph-Ignace Guillotin, một bác sĩ người Pháp đề nghị quốc hội Pháp cho dùng, nhằm giảm bớt sự đau đớn cho người bị chém đầu (vì thế máy chém trong tiếng Pháp là guillotine). Joseph Guillotin từng phát biểu rằng: "Với cái máy này, đầu bạn sẽ rời khỏi cổ trong chớp mắt, và bạn sẽ không cảm thấy đau đớn gì".
Ngày 25 tháng 4 năm 1792, lần đầu tiên ở Pháp diễn ra vụ hành hình bằng máy chém. Vua Pháp Louis XVI bị lên máy chém vào ngày 21 tháng 1 năm 1793, sau đó hoàng hậu Maria Antonia cũng theo gót chồng. Đến ngày 28 tháng 7 năm 1794, nhà cách mạng Maximilien de Robespierre và các chiến hữu của ông cũng bị đưa lên máy chém